# Лазурные птицы
Лазу́рные птицы, или сиа́лии (лат. Sialia) — род воробьиных птиц из семейства дроздовых (Turdidae). Один из нескольких родов дроздовых Нового Света. Включает три вида, распространённых в Северной и Центральной Америке.

## Описание
Среднего размера (15—20 см в длину). В оперении преобладает синий цвет, грудь рыжеватая, низ светлый. Самки окрашены примерно так же, но менее ярко. Иногда различия в окраске самцов и самок почти незаметны.

## Образ жизни
Сиалии предпочитают открытые местообитания с редко стоящими деревьями. Территориальные птицы.
Лазурные птицы моногамны, как и большинство дроздовых. Гнёзда устраивают в защищённых местах — дуплах, развилках деревьев, в искусственных гнездовьях (скворечники, дуплянки). Яйца голубоватые или почти белые, одноцветные. 
Питаются насекомыми, которых ловят в полёте. Иногда, подобно дроздам, переходят на питание ягодами.

## Виды
К роду относят 3 вида:
- Sialia sialis (Linnaeus, 1758) — Восточная сиалия
- Sialia mexicana Swainson, 1832 — Западная сиалия
- Sialia currucoides (Bechstein, 1798) — Голубая сиалия

## Лазурные птицы и человек
Сиалии ценятся за пользу, которую приносят, истребляя массовых вредителей садовых и огородных культур. Специально для их привлечения делают и развешивают скворечники. Замечено, однако, что они часто не выдерживают конкуренции за гнездовья с интродуцированными видами, такими как воробьи и скворцы. В 1970-х годах численность сиалий в США резко упала, в том числе и по этой причине.
В культуре лазурные птицы часто олицетворяют счастье и радость. Многие широко известные в США песни используют этот образ (Over the Rainbow, I'm Always Chasing Rainbows, Bluebird of Happiness, Daylight - Harry Styles). Он также присутствует в фольклоре коренных американцев.
Голубая сиалия выбрана птицей штата в Айдахо и Неваде.